# Čepované pivo

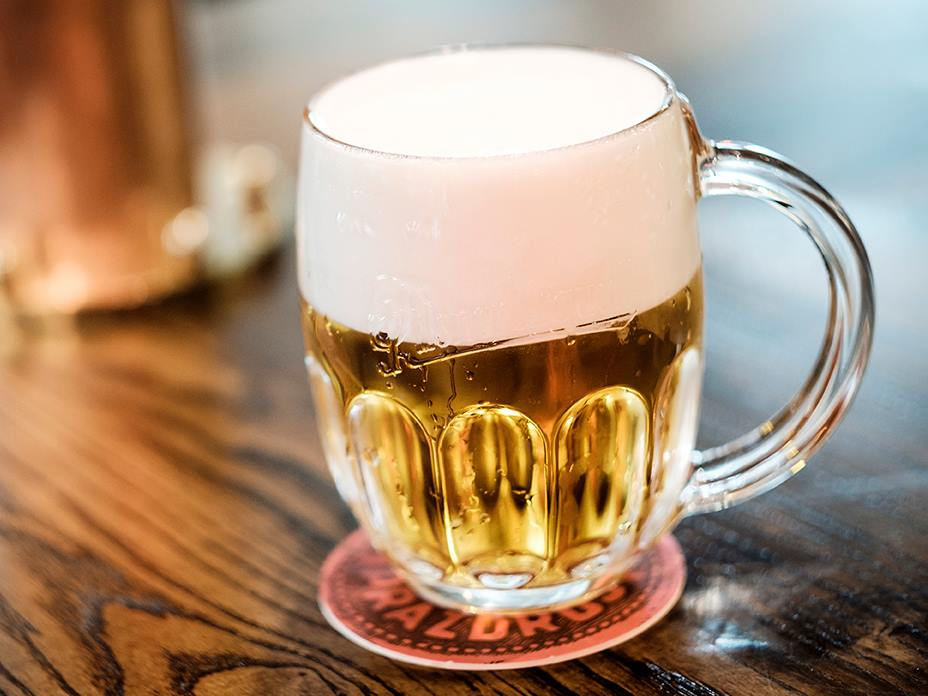
Čepované pivo Pilsner Urquell

Čepované pivo (také točené) je pivo, které se do sklenic a džbánků čepuje (čili „točí“) těsně před konzumací ze sudů nebo tanků. Druhou variantou je pivo prodávané zákazníkům ve skleněných lahvích, plechovkách nebo v lahvích z plastů PET lahve. Čepované pivo se nabízí téměř ve všech hospodách a restauracích v Česku, kdežto ve státech s nižší konzumací bývá k dostání jen ve větších hospodách a pivnicích. Pivo se čepuje těsně před konzumací pomocí speciálního výčepního zařízení (hovorově pípa) do pivních sklenic, (typicky „půllitrů“), litrových tupláků, džbánků, kryglů, korbelů aj.

## Způsoby čepování piva

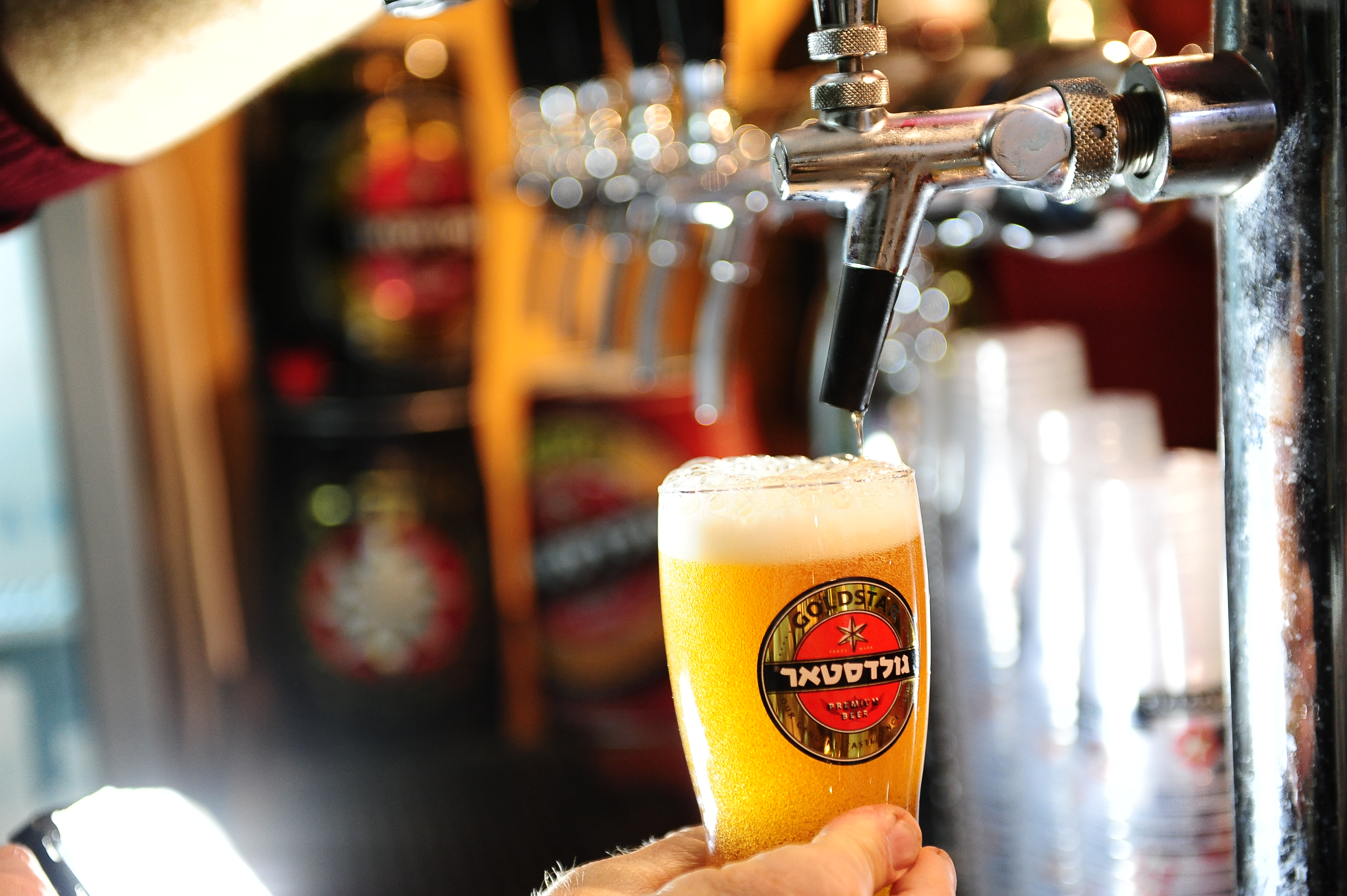
Čepování piva

Čepované pivo má v různých oblastech a zemích různé podoby, zde jsou uvedeny asi ty nejběžnější:
1. Hladinka – Je to nejčastější, v Česku a ve Střední Evropě jediný poctivý způsob čepování piva. Výsledkem je plný půllitr piva s pěnou na povrchu. Každý druh piva se doporučuje čepovat na určitý počet tzv. zátahů (např. Plzeňské pivo by se mělo čepovat na jeden zátah).
2. Mlíko – Po načepování je v půllitru více pěny než piva. Vyznačuje se prý méně hořkou chutí, díky čemuž bývá oblíbenější u žen, než u mužů. V Česku i v německých zemích se takové natočení piva považuje za nepoctivost výčepního.
3. Šnyt – Vyznačuje se menším poměrem piva a větším poměrem pěny. Někteří výčepní uvádějí, že správně načepovaný šnyt obsahuje pivo v šířce 2 prstů, pěnu v šířce 3 prstů a na povrchu vzduch v šířce 1 prstu.[zdroj?]

## Správné čepování piva
Čepování piva hodně ovlivňuje jeho chuť. Mezi důležité faktory ovlivňující chuť piva patří teplota, která by se měla pohybovat mezi 5–10 °C (přičemž teplota načepovaného piva by se měla pohybovat mezi 6–8 °C). Pivo by mělo být pro správnou chuť čepováno do studené, čisté a mokré sklenice. Dále je chuť ovlivněna složením hnacího plynu výčepního zařízení.

## Rozdělení podle uskladnění
1. Tankové pivo – pivo, přepravované i skladované ve velkých, nejčastěji nerezových tancích o obsahu několika hektolitrů, odkud se přečerpává do tanků ve sklepě restaurace
2. Sudové pivo – pivo přepravované a skladované v menších, dřevěných nebo hliníkových sudech, které se přenášejí do sklepa restaurace.
3. Lahvové pivo se přepravuje a prodává ve skleněných lahvích, plněných už v pivovaru
4. Pivo v plechu se plní, přepravuje a prodává v hliníkových plechovkách na jedno použití o obsahu 0,3 nebo 0,5 litru. Typicky se prodávají v automatech a samoobsluhách.